# اسلام در اسلواکی

اسلام در اسلواکی در سرشماری سال ۲۰۱۰،حدود ۵,۹۰۰ هزار نفر مسلمان در اسلواکی زندگی می کنند.که کمتر از ۰.۰۱ درصد از جمعیت این کشور را تشکیل می دهند.
| ۹۰–٪۱۰۰ | جمهوری آذربایجان کوزوو ترکیه |
| ۷۰–٪۹۰  | قزاقستان |
| ۵۰–٪۷۰  | آلبانی بوسنی و هرزگوین |
| ۳۰–٪۵۰  | مقدونیه شمالی |
| ۱۰–٪۲۰  | بلغارستان فرانسه گرجستان مونته‌نگرو روسیه                                                                                            |
| ۵–٪۱۰   | اتریش سوئد بلژیک آلمان یونان لیختن‌اشتاین هلند سوئیس بریتانیا نروژ دانمارک                                                           |
| ۴–٪۵    | ایتالیا صربستان |
| ۲–٪۴    | لوکزامبورگ مالت اسلوونی اسپانیا |
| ۱–٪۲    | کرواسی ایرلند اوکراین |
| < ٪۱    | آندورا ارمنستان بلاروس جمهوری چک استونی فنلاند مجارستان ایسلند لتونی لیتوانی مولداوی موناکو لهستان پرتغال رومانی سان مارینو اسلواکی |